# アンソニー・フィリップス (野球)
アンソニー・ガレット・フィリップス（Anthony Garet Phillips , 1990年4月11日 - ）は、南アフリカ共和国西ケープ州ベルビル出身の元プロ野球選手（内野手）。右投右打。

## 経歴

### プロ入りとマリナーズ傘下時代
2006年7月2日にインターナショナルFAでシアトル・マリナーズと契約。
2009年3月に開催された第2回ワールド・ベースボール・クラシック（WBC）の南アフリカ代表に選出された。
2013年は、傘下A+級ハイデザート・マーベリックスで124試合に出場し、打率.259、9本塁打、43打点という成績だった。オフの11月4日にFAとなった。

### フィリーズ傘下時代
2013年12月22日にフィラデルフィア・フィリーズとマイナー契約を結んだ。
2014年は、傘下マイナー3球団（A級、A+級、AA級）合計で90試合に出場し、打率.231、2本塁打、24打点という成績だった。10月14日に自由契約となった。

### 独立リーグ時代
2015年はアメリカン・アソシエーションのセントポール・セインツでプレーした。

### エンゼルス傘下時代
2016年1月23日にロサンゼルス・エンゼルスとマイナー契約を結んだ。傘下AA級アーカンソー・トラベラーズで114試合に出場し、打率.259、1本塁打、37打点という成績だった。オフの11月7日にFAとなった。

### ロッキーズ傘下時代
2017年1月10日にコロラド・ロッキーズとマイナー契約を結んだ。傘下AA級ハートフォード・ヤードゴーツで99試合に出場し、打率.209、4本塁打、24打点という成績だった。
2018年6月18日に自由契約となった。

### 独立リーグ時代
2018年6月21日にアメリカン・アソシエーションのセントポール・セインツに3年ぶりに復帰。8月17日にカンザスシティ・ティーボーンズに移籍。この年限りで現役を引退した。 

### 現役引退後
2019年よりオークランド・アスレチックス傘下A級ベロイト・スナッパーズのベンチコーチを務め、2021年からは傘下A級ランシング・ラグナッツのアシスタントコーチに就任。
2022年より傘下A級ストックトン・ポーツの監督に就任した。